# Onthophagus praetortus
Onthophagus praetortus là một loài bọ cánh cứng trong họ Bọ hung (Scarabaeidae).